# Le Breuil-en-Auge
Le Breuil-en-Auge là một xã ở tỉnh Calvados, thuộc vùng Normandie ở tây bắc nước Pháp.